# Artus de Cossé-Brissac
Pour les autres membres de la famille, voir Maison de Cossé-Brissac.
Pour les articles homonymes, voir Cossé, Brissac et Maréchal de Brissac.
Artus de Cossé-Brissac, comte de Secondigny, dit le « maréchal de Cossé » pour le distinguer de son frère Charles Ier de Cossé, surnommé le « maréchal de Brissac », né en 1512, mort en 15 février 1582 à Gonnord, est un homme de guerre et diplomate français. Il est connu d'abord sous le nom de Gonnord, jusqu'à sa promotion à la dignité de maréchal de France.

## Biographie
Lieutenant de cent hommes d'armes, il se signale au siège de Lens en 1551, et en 1552, sous le duc de Guise, à la défense de Metz, dont il est fait gouverneur. En 1554, il est gouverneur de Mariembourg.
Il sert sous le duc d'Aumale en 1555, aux sièges de Volpian et de Moncalier, et reçoit cette même année le collier de l'ordre de Saint-Michel. Pendant les guerres de Religion, capitaine en 1562, il est battu par le chef protestant Gaspard II de Coligny près de Châteaudun.
Charles IX le fait surintendant des finances en 1561 : c'est le premier à porter ce titre. Le roi le nomme grand panetier de France en 1564, érigea en 1566 sa terre de Secondigny en comté, et le crée maréchal de France en 1567. En 1569, il est nommé lieutenant général pour l'Orléanais, l'Anjou et la Touraine. Il continue la lutte contre les protestants.
À la tête d'un corps de cavalerie, il se distingua, en 1567, à la bataille de Saint-Denis, et fut ensuite choisi pour commander l'armée contre les calvinistes, sous le duc d'Anjou. En 1569, comme commandant en second de l'armée catholique du duc Henri d'Anjou, il bat l'amiral de Coligny à la bataille de Moncontour mais est battu par le même à Arnay-le-Duc en 1570.

Le 4 mai 1574, Catherine de Médicis le fait arrêter à Vincennes, et conduire à la Bastille, sur le soupçon d'appuyer un parti qui se formait en faveur du duc d'Alençon, à l'approche de la mort de Charles IX : il y reste dix-sept mois. Henri III lui rend sa liberté en 1581, et lui offre des lettres-patentes le déclarant innocent. 

« Trouvez bon, sire, que je n'en veuille pas, répondit-il ; un Cossé doit penser que personne ne l'a cru coupable. »

 Il se rend en Angleterre pour négocier le mariage d'Élisabeth Ire avec François de France, duc d'Anjou.
Henri III le fait chevalier du Saint-Esprit le 31 décembre 1578. Il meurt au château de Gonnord, en Anjou, le 15 février 1582. Il avait épousé Françoise du Bouchet de Puy-Greffier, d'où : 
- Renée de Cossé, leur fille aînée, comtesse de Secondigny, mariée sans postérité à Charles de Montmorency-Damville ;
- Jeanne de Cossé (x 1572 Gilbert Gouffier, duc de Roannais) ;
- et Madeleine de Cossé (x 1578 Jacques de l'Hospital de Choisy, de la famille de Nicolas).

## Sources
- Marie-Nicolas Bouillet  et Alexis Chassang (dir.), « Artus de Cossé-Brissac » dans Dictionnaire universel d’histoire et de géographie, 1878 (lire sur Wikisource)
- « Artus de Cossé-Brissac », dans Louis-Gabriel Michaud, Biographie universelle ancienne et moderne : histoire par ordre alphabétique de la vie publique et privée de tous les hommes avec la collaboration de plus de 300 savants et littérateurs français ou étrangers, 2e édition, 1843-1865 [détail de l’édition]
- Célestin Port, "Dictionnaire historique géographique et biographique de Maine-et-Loire", v. 1, Paris, J.-B. Dumoulin ; Angers, Lachèse et Dolbeau, 1874-1878; p. 759. - L'édition originale ainsi que la seconde édition augmentée, publiée de 1965 à 1996 (Artus de Cossé-Brissac, p. 820) sont disponibles sur le site des archives départementales de Maine-et-Loire - Lire en ligne